# Mámoa do Rei (Redondela)
Le Mámoa do Rei (le Tombeau du Roi) est un dolmen situé dans la commune de Redondela, dans la province de Pontevedra, en Galice.
Le mot Mámoa (es) est utilisé dans le nord-ouest de la péninsule ibérique pour désigner les tumulus funéraires caractéristiques du Néolithique.

## Description
Ce site mégalithique, faisant partie du complexe archéologique de Monte Penide (ga), est un ancien tumulus mesurant 15 m de diamètre et contenant une chambre funéraire polygonale dont il ne reste que 5 orthostates. Des vestiges archéologiques préhistoriques ont été découverts à l'intérieur, tels que des céramiques, des outils en pierre, des pointes de flèches en silex et d'autres artefacts.
Le tombeau était connu depuis les années 1950 après des recherches menées par Ramón Sobrino Lorenzo-Ruza (ga). Par la suite, le tombeau a subi un abandon et une détérioration, ne conservant que quelques piliers in situ. À l'été 2001, une intervention archéologique a permis de reconstruire le monument, en réintégrant la dalle qui recouvre la chambre, qui avait été brisée en deux, en plus de récupérer divers matériaux céramiques et lithiques.
Il a été déclaré Bien d'intérêt culturel en 2011.

## Galerie

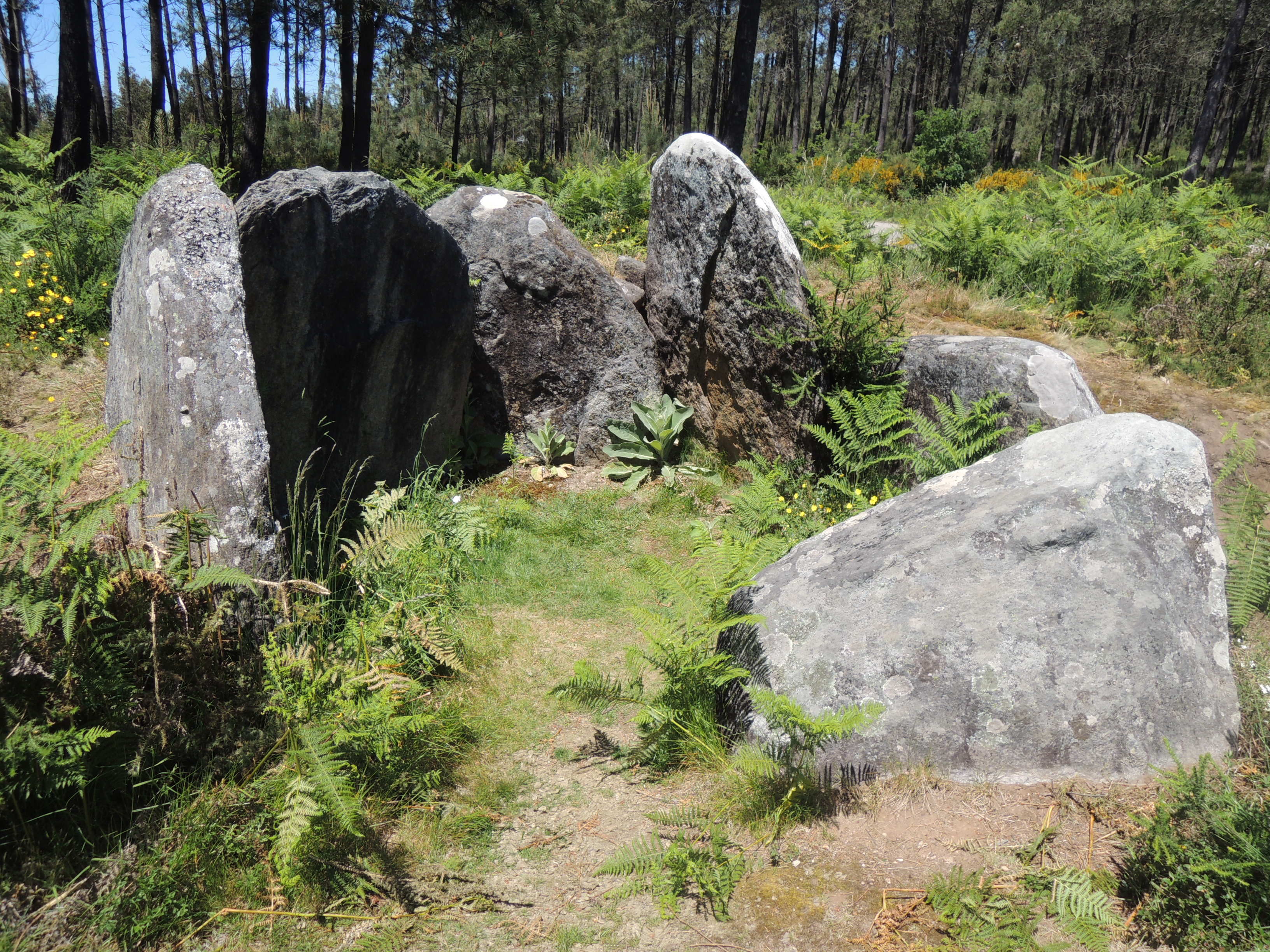

### Liens connexes
- Liste des sites mégalithiques en Galice
- Mámoa do Rei (Vilaboa)